# 長耳大裸尾鼠
長耳大裸尾鼠（學名：Uromys anak）是大裸尾鼠屬下的一種鼠科動物，棲息於西巴布亞、巴布亞紐幾內亞、印度尼西亞的熱帶森林和濕地。

## 特徵與習性
該物種體長可達20-34厘米，尾部長23-38厘米，重約350到1020克。皮毛短而粗糙，毛色有灰、棕、黑等顏色，腹部成白色或灰色。比軀幹還長的尾巴呈黑色，基部則呈紅色。
牠們嗜食卡魯卡露兜樹果（Pandanus julianettii），被當地果農視為害獸。